# Tom Petty
Tom Petty (Gainesville, Florida, 20. listopada 1950. – Santa Monica, Kalifornija 2. listopada 2017.) američki je kantautor i gitarist. Osim kao uspješan solo-izvođač, Petty je poznat i kao član nekadašnje supergrupe Traveling Wilburys, koju su uz njega sačinjavali George Harrison, Jeff Lynne, Bob Dylan i Roy Orbison. Bio je član i skupine Mudcrutch te Tom Petty and the Heartbreakers.
Petty se također bavio glumom na televiziji (posudio glas u popularnoj animiranoj seriji "King of the Hill") i filmu (Poštar Kevina Costnera).
Preminuo je 2. listopada 2017. u 67. godini života.
U prosincu 2023. Pettyjeva pjesma Love Is A Long Road korištena je u prvom najavnom videu za igru Grand Theft Auto VI. Pjesma je zabilježila porast broja slušanja od 8000 % nakon objavljivanja najave.

## Diskografija

### Samostalni albumi
- Full Moon Fever (1989.)
- Wildflowers (1994.)
- Highway Companion (2006.)

### Albumi sa sastavom The Heartbreakers
- Tom Petty and the Heartbreakers (1976.)
- You're Gonna Get It! (1978.)
- Damn the Torpedoes (1979.)
- Hard Promises (1981.)
- Long After Dark (1982.)
- Southern Accents (1985.)
- Let Me Up (I've Had Enough) (1987.)
- Into the Great Wide Open (1991.)
- Songs and Music from "She's the One" (1996.)
- Echo (1999.)
- The Last DJ (2002.)
- Mojo (2010.)
- Hypnotic Eye (2014.)

### Posmrtno objavljeni
- An American Treasure (2018.)
- The Best of Everything (2019.)
- Wildflowers & All the Rest (2020.)

### Albumi sa sastavom The Traveling Wilburys
- Traveling Wilburys Vol. 1 (1988.)
- Traveling Wilburys Vol. 3 (1990.)

### Albumi sa sastavom Mudcrutch
- Mudcrutch (2008.)
- 2 (2016.)

### Izabrani singlovi
- "I Won't Back Down" (1989.)
- "Free Fallin'" (1989.)
- "Runnin' Down a Dream" (1989.)
- "Yer So Bad" (1989.)
- "Learning To Fly" (1991.)
- "Into the Great Wide Open" (1991.)
- "Mary Jane's Last Dance" (1993.)
- "You Don't Know How It Feels" (1994.)
- "You Wreck Me" (1994.)
- "It's Good to Be King" (1995.)
- "Saving Grace" (2006.)

## Vanjske poveznice
- Službena stranica (engl.)

### Ostali projekti
|  | Zajednički poslužitelj ima još gradiva o temi Tom Petty |